# Collins Bay Airport
Collins Bay Airport är en flygplats i Kanada.   Den ligger i provinsen Saskatchewan, i den centrala delen av landet, 2 400 km nordväst om huvudstaden Ottawa. Collins Bay Airport ligger 409 meter över havet.
Terrängen runt Collins Bay Airport är platt. Trakten runt Collins Bay Airport är nära nog obefolkad, med mindre än två invånare per kvadratkilometer.. Det finns inga samhällen i närheten. 